# Ambassade du Maroc en Belgique
L'ambassade du Maroc en Belgique est la représentation diplomatique du royaume du Maroc en Belgique. Elle est située au boulevard Saint Michel,29 1040 Région de Bruxelles-Capitale, la capitale du pays. Depuis le 13 octobre 2016, son ambassadeur est Mohammed Ameur.

## Liste des ambassadeurs
| Ambassadeur           | image | date de début de mission | date de fin de mission | Rois du Maroc | Rois de Belgique   |
| --------------------- | ----- | ------------------------ | ---------------------- | ------------- | ------------------ |
| Abderrahim Harkett    |       | 26 juillet 1960          |                        | Mohammed V    | Baudouin           |
| Abdellatif Filali     |       | 10 juillet 1962          |                        | Hassan II     | Baudouin           |
| Bensalem Guessous     |       | 14 octobre 1963          | 1971                   | Hassan II     | Baudouin           |
| Abdelkader Benslimane |       | 25 février 1972          | novembre 1972          | Hassan II     | Baudouin           |
| Ahmed Benkirane       |       | 24 juillet 1973          | 1976                   | Hassan II     | Baudouin           |
| Zine El Abidine Sebti |       | 1977                     | 1985                   | Hassan II     | Baudouin           |
| Abdelmalek Cherkaoui  |       | 1986                     | 1988                   | Hassan II     | Baudouin           |
| Abdallah Lahlou       |       | 13 avril 1989            | 1995                   | Hassan II     | Baudouin/Albert II |
| Mohamed Guedira       |       | 10 février 1995          |                        | Hassan II     | Albert II          |
| Mustapha Salahdine,   |       | 2001                     | 2008                   | Mohammed VI   | Albert II          |
| Samir Addahre,        |       | 2008                     | 2016                   | Mohammed VI   | Albert II/Philippe |
| Mohammed Ameur        |       | 13 octobre 2016          |                        | Mohammed VI   | Philippe           |

## Consulats
Anvers: consulat général
Bruxelles: consulat général
Liège: consulat général